# Tu no (Irama)
Tu no è un singolo del cantautore italiano Irama, pubblicato il 7 febbraio 2024 come primo estratto dal quarto album in studio inedito.
Il brano è stato presentato in gara durante la 74ª edizione del Festival di Sanremo, dove si è classificato al quinto posto al termine della kermesse musicale.

## Descrizione
Il brano scritto dallo stesso cantautore con Giulio Nenna, Emanuele Mattozzi, Francesco Monti e Giuseppe Colonnelli, è prodotto da Giulio Nenna e racconta di un sentimento di nostalgia nato da una persona assente.

## Video musicale
Il videoclip è stato pubblicato in concomitanza del lancio del singolo sul canale YouTube del cantautore.
Le immagini del videoclip sono state girate tra Agrigento, Catania e la provincia di Enna. In particolare tra i Templi di Agrigento, passando per Paternò, Centuripe e il parco dell'Etna.

## Tracce
Testi e musiche di Filippo Fanti, Giulio Nenna, Emanuele Mattozzi, Francesco Monti, Giuseppe Colonnelli.
1. Tu no – 3:35

## Classifiche

### Classifiche settimanali
| Classifica (2024) | Posizione massima |
| ----------------- | ----------------- |
| Italia            | 5                 |
| Svizzera          | 16                |

### Classifiche di fine anno
| Classifica (2024) | Posizione |
| ----------------- | --------- |
| Italia            | 20        |